# Chantal Dällenbach
Pour les articles homonymes, voir Dallenbach.
Chantal Dällenbach née Fontaine est une coureuse de fond et duathlète de nationalité franco-suisse née le 24 octobre 1962 à Saint-Denis de La Réunion.
Elle a durant sa carrière remporté de nombreuses courses de demi-fond et de fond, ayant notamment été détentrice du record de France du marathon féminin de 2002 à 2008, performance réalisée lors du marathon de Paris 2002, en 2 h 28 min 27 s et championne suisse de marathon en 2002. Elle participe en 1996 aux Jeux Olympiques d'Atlanta sur 10 000 m.

## Cross-country
- Vice-championne de France de cross long en 1999.
- 3e des championnats de France de cross long en 2001.
- Vainqueur du trail international les gendarmes et les voleurs du temps en 2002.

## Palmarès en duathlon
- 1998 : médaille d'argent au championnat de France.

## Palmarès en course en montagne
- 1999 : Championne suisse de course en montagne.
- 2000 : Championne de France de course en montagne.
- 2001 : médaille d'or par équipes des Championnats d'Europe de course en montagne.
- 2002 : Victoire au marathon de la Jungfrau.

## Résultat en course de fond
|      | 5 000 m        | 10 000 m       | semi-marathon   |
| ---- | -------------- | -------------- | --------------- |
| 1997 |                |                | 1 h 10 min 56 s |
| 1996 |                | 32 min 06 s 99 |                 |
| 1997 | 15 min 27 s 04 |                |                 |

## Compétitions diverses
- 1999 : Victoire au Paris-Versailles.